# イツマデガイ属
イツマデガイ属はイツマデガイ科に属し陸上に棲む小型の巻貝である。貝殻の外観が似たミズツボ科とは軟体部の構造が異なる。イツマデガイは江戸時代中期の『渚の丹敷』に佐渡産として記載されているが、名前の由来については不明。同じ科のシブキツボや日本住血吸虫の中間宿主として知られる淡水生のミヤイリガイ (カタヤマガイ)と近縁である。

## 形態
殻高約8mm以下の縦長の貝殻と蓋をもつ。触角は太短く、触角のつけねに眼がある。鼻(口)がつき出る。雌雄の別があり、輸卵管(pallial oviduct)から分離した受精嚢に受精管がつながる構造がミズツボ科と異なる。殻高7.2mm以上の個体はほぼメス。殻高6.8mm以下はほぼオスである。

## 生態
海岸の灌木林の落ち葉の下などにすむ。雌雄で交尾し体内受精する。

## 種
イツマデガイ属関連の分岐図を下に示した。
イツマデガイ属に属する種は下記の3種（亜種含む）が知られており、いずれも日本産である。
- オカマメタニシ 北海道渡島半島産で、Blanfordia japonica bensoni (A. Adams, 1861)[7]。
- イツマデガイ (A. Adams, 1861) 佐渡産で貝殻の外唇が肥厚する[8]。
- ヒメオカマメタニシ Pilsbry, 1902 山形県から福井県にかけての日本海沿岸産。

従来はイツマデガイ属とされていたヤママメタニシは、中新世前期にイツマデガイ属と分岐したシブキツボ属に分類される。

## 分布
イツマデガイ属は日本のおもに日本海側の北海道南部から福井県にかけての日本海沿岸と佐渡島に分布し、海岸の灌木林の落ち葉の下陸上に分布する。中新世以降にユーラシア大陸から日本列島が分離形成される過程で取り残され氷河時代を生き抜いた種族と考えられる。
|  |                                                  |
|  | 桃色菱形 - Blanfordia bensoni                    |
|  | 橙色四角 - Blanfordia japonica イツマデガイ      |
|  | 赤逆三角 - Blanfordia simplex ヒメオカマメタニシ |
|  | 緑色三角 - Blanfordia sp.                        |